# Monocerophora spinosa
Monocerophora spinosa är en insektsart som först beskrevs av Heinrich Hugo Karny 1907.  Monocerophora spinosa ingår i släktet Monocerophora och familjen vårtbitare. Inga underarter finns listade i Catalogue of Life.